# Воскобойники (Кременчугский район)
Воскобойники (укр. Воскобійники) — село, Ялинцовский сельский совет, Кременчугский район, Полтавская область, Украина.
Код КОАТУУ — 5322487002. Население по переписи 2001 года составляло 60 человек.

## Географическое положение
Село Воскобойники находится в 5-и км от плотины Кременчугского водохранилища, на расстоянии в 0,5 км от сёл Ялинцы и Пухальщина. Местность вокруг села заболочена. Рядом проходит автомобильная дорога Н-08.

## История
- Есть на карте 1826-1840 года как Келебердяновка[2]

- В 1911 году на хуторе Воскобойников жило 230 человек.[3]
- В 1862 году на хуторе владельческом и казачем Воскобойников было 11 дворов и жило 69 человек.[4]